# Stella Rossa Wiedeń
Stella Rossa Wiedeń – austriacki klub futsalowy z siedzibą w mieście Wiedeń, obecnie występuje w najwyższej klasie rozgrywkowej Austrii.

## Sukcesy
- Mistrzostwo Austrii (5): 2007, 2010, 2011, 2013, 2015
- Puchar Austrii (4): 2008, 2009, 2010, 2011
- Puchar Ligi Austriackiej (4): 2008, 2009, 2010, 2011
- Superpuchar Austrii (3): 2010, 2011, 2012